# Sollevamento pesi ai Giochi della XX Olimpiade
Le competizioni di sollevamento pesi dei Giochi della XX Olimpiade del 1972, disputate in Germania Ovest, furono considerate valide anche come 46º campionati mondiali di sollevamento pesi organizzati dalla International Weightlifting Federation, e si svolsero dal 27 agosto al 6 settembre 1972 alla Weightlifting Hall del Messegelände di Monaco di Baviera.
Il programma prevedeva 9 eventi, solamente maschili, per un totale di 188 atleti provenienti da 54 nazioni. Fu l'ultima volta che la distensione lenta fu presente come terzo movimento dell'alzata. Per il titolo olimpico furono assegnate le medaglie soltanto nel totale dell'esercizio, mentre per il titolo mondiale furono assegnate le medaglie, oltre che nel totale, anche nei singoli esercizi.
A differenza di Città del Messico 1968 furono corretti alcuni limiti di peso e aggiunte due categorie, i pesi mosca e i supermassimi, portandole complessivamente a 9, come segue:
| Categoria            | 1972      |
| -------------------- | --------- |
| Pesi mosca           | - 52 kg   |
| Pesi gallo           | - 56 kg   |
| Pesi piuma           | - 60 kg   |
| Pesi leggeri         | - 67,5 kg |
| Pesi medi            | - 75 kg   |
| Pesi massimi-leggeri | - 82,5 kg |
| Pesi mediomassimi    | - 90 kg   |
| Pesi massimi         | - 110 kg  |
| Pesi supermassimi    | + 110 kg  |

## Podi
| Evento                          | Oro                | Perform. | Argento            | Perform. | Bronzo             | Perform. |
| Pesi mosca (dettagli)           | Zygmunt Smalcerz   | 337,5    | Lajos Szücs        | 330,0    | Sándor Holczreiter | 327,5    |
| Pesi gallo (dettagli)           | Imre Földi         | 377,5    | Mohammad Nassiri   | 370,0    | Gennadij Četin     | 367,5    |
| Pesi piuma (dettagli)           | Norajr Nurikjan    | 402,5    | Dito Šanidze       | 400,0    | János Benedek      | 390,0    |
| Pesi leggeri (dettagli)         | Mucharbij Kiržinov | 460,0    | Mladen Kučev       | 450,0    | Zbigniew Kaczmarek | 437,5    |
| Pesi medi (dettagli)            | Jordan Bikov       | 485,0    | Mohamed Tarabulsi  | 472,5    | Anselmo Silvino    | 470,0    |
| Pesi massimi-leggeri (dettagli) | Leif Jenssen       | 507,5    | Norbert Ozimek     | 497,5    | György Horváth     | 495,0    |
| Pesi mediomassimi (dettagli)    | Andon Nikolov      | 525,0    | Atanas Šopov       | 517,5    | Hans Bettembourg   | 512,5    |
| Pesi massimi (dettagli)         | Jaan Talts         | 580,0    | Aleksandăr Krajčev | 562,5    | Stefan Grützner    | 555,0    |
| Pesi supermassimi (dettagli)    | Vasilij Alekseev   | 640,0    | Rudolf Mang        | 610,0    | Gerd Bonk          | 572,5    |

## Medagliere
| Posizione | Paese            |   |   |   | Totale |
| --------- | ---------------- | - | - | - | ------ |
| 1         | Bulgaria         | 3 | 3 | 0 | 6      |
| 2         | Unione Sovietica | 3 | 1 | 1 | 5      |
| 3         | Ungheria         | 1 | 1 | 3 | 5      |
| 4         | Polonia          | 1 | 1 | 1 | 3      |
| 5         | Norvegia         | 1 | 0 | 0 | 1      |
| 6         | Libano           | 0 | 1 | 0 | 1      |
| 6         | Iran             | 0 | 1 | 0 | 1      |
| 6         | Germania Ovest   | 0 | 1 | 0 | 1      |
| 9         | Germania Est     | 0 | 0 | 2 | 1      |
| 10        | Italia           | 0 | 0 | 1 | 1      |
| 10        | Svezia           | 0 | 0 | 1 | 1      |
| Totale    | Totale           | 9 | 9 | 9 | 27     |